# Liste der Kulturdenkmale in Badersleben
In der Liste der Kulturdenkmale in Badersleben sind alle Kulturdenkmale von Badersleben, einem Ortsteil der Gemeinde Huy (Landkreis Harz), aufgelistet. Grundlage ist das Denkmalverzeichnis des Landes Sachsen-Anhalt, das auf Basis des Denkmalschutzgesetzes des Landes Sachsen-Anhalt vom 21. Oktober 1991 durch das Landesamt für Denkmalpflege und Archäologie Sachsen-Anhalt erstellt und seither laufend ergänzt wurde (Stand: 31. Dezember 2021).

## Kulturdenkmale
| Lage | Bezeichnung                   | Beschreibung | Erfassungs- nummer | Ausweisungsart                   | Bild              |
| --- | ----------------------------- | --- | ------------------ | -------------------------------- | ----------------- |
| Bahnhofstraße 8 (Karte)                                                                                            | Bahnhof                       | | 094 50007          | Baudenkmal                       | Weitere Bilder    |
| zwischen Badersleben und Dardesheim am rechten Straßenrand vor der Einmündung eines Feldweges (Karte)              | Distanzstein                  | preußischer Rundsockelstein | 094 50008          | Kleindenkmal                     | Weitere Bilder    |
| Anderbecker Straße (Karte)                                                                                         | Dorfplatz und Kriegerdenkmale | Dorfplatz mit Kriegerdenkmalen (Denkmal für die Gefallenen des deutsch-französischen Krieges 1870–71, Denkmal für die Gefallenen des 1. Weltkrieges) | 094 02052          | Denkmalbereich                   | BW                |
| Anderbecker Straße, auf dem Dorfplatz                                                                              | Kriegerdenkmal                | Kriegerdenkmal | 094 02052 001      | Teilobjekt eines Denkmalbereichs |                   |
| Anderbecker Straße, auf dem Dorfplatz                                                                              | Kriegerdenkmal                | Kriegerdenkmal | 094 02052 002      | Teilobjekt eines Denkmalbereichs |                   |
| Anderbecker Straße (Karte)                                                                                         | Kapelle                       | Friedhofskapelle | 094 02036          | Baudenkmal                       | BW                |
| Bergstraße 21 (Karte)                                                                                              | Apotheke                      | Adler-Apotheke | 094 02064          | Baudenkmal                       | BW                |
| Bergstraße 7, 8, 9, 10, 11, Breite Straße 6, 7, Spieltorstraße 5 ,7, Taubenstraße 14, 15, Vor dem Sudentor (Karte) | Stadtbefestigung              | | 094 02022          | Denkmalbereich                   | BW                |
| Breite Straße 15 (Karte)                                                                                           | Mühle                         | | 094 02035          | Baudenkmal                       | BW                |
| Glockenkling 4 (Karte)                                                                                             | Bauernhof                     | | 094 84998          | Baudenkmal                       | BW                |
| Glockenkling 12 (Karte)                                                                                            | Bauernhaus                    | | 094 02058          | Baudenkmal                       | BW                |
| Grandweg 3 (Karte)                                                                                                 | Schule                        | | 094 02027          | Baudenkmal                       | BW                |
| Holzweg 1 (Karte)                                                                                                  | Schule                        | | 094 02025          | Baudenkmal                       | BW                |
| Kirchberg 4 (Karte)                                                                                                | Bauernhof                     | | 094 02053          | Baudenkmal                       | BW                |
| Kirchberg 7 (Karte)                                                                                                | Bauernhaus                    | | 094 02054          | Baudenkmal                       | BW                |
| Krugberg (Karte)                                                                                                   | Gasthof                       | | 094 02078          | Baudenkmal                       | BW                |
| Lange Straße 2 (Karte)                                                                                             | Scheune                       | | 094 41259          | Baudenkmal                       | BW                |
| Lange Straße 8 (Karte)                                                                                             | Bauernhaus                    | | 094 02018          | Baudenkmal                       | BW                |
| Lange Straße 24, 25, Marktplatz 1, 2, 3, 4, 5, 6, 7 (Karte)                                                        | Straßenzug                    | | 094 02080          | Denkmalbereich                   | BW                |
| Lange Straße 25 (Karte)                                                                                            | Wohnhaus                      | | 094 84999          | Baudenkmal                       | BW                |
| Markt 1 (Karte) | Bauernhaus                    | | 094 50002          | Baudenkmal                       | BW                |
| Markt 3 (Karte) | Rathaus                       | Deutsches Haus | 094 02032          | Baudenkmal                       | BW                |
| Mönchhofstraße (Karte)                                                                                             | Kirche St. Sixtus             | | 094 02075          | Baudenkmal                       | Kirche St. Sixtus |
| Mönchhofstraße 1 (Karte)                                                                                           | Pfarrhaus                     | | 094 02059          | Baudenkmal                       | BW                |
| Neustadt 14 (Karte)                                                                                                | Mauer                         | | 094 02029          | Baudenkmal                       | BW                |
| Paulsplan 23 (Karte)                                                                                               | Wassermühle am Paulsplan      | | 094 02061          | Baudenkmal                       | BW                |
| Schillerplatz (Karte)                                                                                              | Kloster Badersleben           | Kloster Ehemaliges Augustinerinnen-Kloster und Klosterkirche St. Peter und Paul.                                                                     | 094 02079          | Denkmalbereich                   | Weitere Bilder    |
| Schillerplatz | Kirche                        | Kirche | 094 02079 001      | Teilobjekt eines Denkmalbereichs |                   |
| Schmalbachstraße (Karte)                                                                                           | Mühle                         | | 094 02063          | Baudenkmal                       | Weitere Bilder    |
| Schulplatz | Schule                        | | 094 02060          | Baudenkmal                       |                   |
| Spieltorstraße (Karte)                                                                                             | Wachturm                      | | 094 02031          | Baudenkmal                       | Wachturm          |
| Spieltorstraße 7 (Karte)                                                                                           | Bauernhaus                    | | 094 02016          | Baudenkmal                       | BW                |
| Straße der Freundschaft 11 (Karte)                                                                                 | Bauernhaus                    | | 094 02034          | Baudenkmal                       | BW                |
| Straße der Freundschaft 12 (Karte)                                                                                 | Bauernhof                     | | 094 02033          | Baudenkmal                       | BW                |
| Taubenstraße 21 (Karte)                                                                                            | Bauernhaus                    | | 094 02062          | Baudenkmal                       | BW                |
| Vor dem Sudentor (Karte)                                                                                           | Stadtbefestigung              | Sudentor | 094 02069          | Baudenkmal                       | Stadtbefestigung  |
| Vor dem Sudentor 11 (Karte)                                                                                        | Wohnhaus                      | | 094 02023          | Baudenkmal                       | BW                |
| Winkelhof 5 | Bauernhof                     | | 094 50006          | Baudenkmal                       |                   |

- siehe auch Liste der Kulturdenkmale in Huy

## Legende
In den Spalten befinden sich folgende Informationen:
- Lage: Nennt den Straßennamen und wenn vorhanden die Hausnummer des Kulturdenkmals. Die Grundsortierung der Liste erfolgt nach dieser Adresse. Der Link „Karte“ führt zu verschiedenen Kartendarstellungen und nennt die geographischen Koordinaten.
Link zu einem Kartenansichtstool, um Koordinaten zu setzen. In der Kartenansicht sind Baudenkmale ohne Koordinaten mit einem roten bzw. orangen Marker dargestellt und können in der Karte gesetzt werden. Baudenkmale ohne Bild sind mit einem blauen bzw. roten Marker gekennzeichnet, Baudenkmale mit Bild mit einem grünen bzw. orangen Marker.
- Offizielle Bezeichnung: Nennt den Namen, die Bezeichnung oder zumindest die Art des Kulturdenkmals und verlinkt, soweit vorhanden, auf den Artikel zum Objekt.
- Beschreibung: Nennt bauliche und geschichtliche Einzelheiten des Kulturdenkmals, vorzugsweise die Denkmaleigenschaften.
- Erfassungsnummer: Für jedes Kulturdenkmal wird in Sachsen-Anhalt eine 20stellige Erfassungsnummer vergeben. Die letzten zwölf Ziffern werden für die Untergliederung nach Teilobjekten genutzt und werden nur angegeben, soweit vergeben. In dieser Spalte kann sich folgendes Icon  befinden, dies führt zu Angaben zu diesem Baudenkmal bei Wikidata.
- Ausweisungsart: Die Einordnung des Denkmales nach § 2 Abs. 2 DenkmSchG LSA
- Bild: Ein Bild des Denkmales, und gegebenenfalls einen Link zu weiteren Fotos des Kulturdenkmals im Medienarchiv Wikimedia Commons. Wenn man auf das Kamerasymbol klickt, können Fotos zu Kulturdenkmalen aus dieser Liste hochgeladen werden: